# Draga (Štore)
Draga is een plaats in Slovenië en maakt deel uit van de gemeente Štore in de NUTS-3-regio Podravska. De plaats telde 112 inwoners op 1 januari 2020.